# Zjednoczona Serbia
Zjednoczona Serbia (serb. Jedinstvena Srbija / Јединствена Србија, JS) – serbska partia polityczna o profilu narodowo-konserwatywnym.

## Historia
Partia powstała 15 lutego 2004, założył ją związany z Jagodiną przedsiębiorca Dragan Marković „Palma”, który do 2003 działał w nacjonalistycznej Partii Jedności Serbskiej, zakładanej przez Željka Ražnatovicia i Borislava Pelevicia. Kierował nią do czasu swojej śmierci w 2024.
W 2007 JS podjęła współpracę z Demokratyczną Partią Serbii i Nową Serbią, uzyskując 2 mandaty w Zgromadzeniu Narodowym spośród 47, jakie przypadły koalicji. W 2008 ugrupowanie zmieniło sojuszników, dołączając do Socjalistycznej Partii Serbii i partii emerytów. W przedterminowych wyborach w tym samym roku blok zdobył 20 miejsc w parlamencie, z czego przedstawiciele JS objęli 3. Koalicję odnowiono w 2012, lista wyborcza SPS-PUPS-JS wywalczyła 44 miejsca w Zgromadzeniu Narodowym w tym 7 dla Zjednoczonej Serbii. Blok SPS, PUPS i JS współpracował również w wyborach w 2014, w wyniku których Zjednoczona Serbia utrzymała dotychczasową reprezentację w Skupsztinie. W wyborach w 2016, 2020, 2022 i 2023 kandydaci Zjednoczonej Serbii ponownie znajdowali się na wspólnej liście z socjalistami, uzyskując każdorazowo kilka mandatów poselskich.
W 2022 Rade Basta, jeden z liderów JS, otrzymał nominację w skład nowego rządu Any Brnabić.